# Iberavia
Iberavia S.A. fue una compañía constructora de aeronaves española establecida en Madrid en el año 1946. Originalmente se dedicó a la fabricación de hélices e instrumentos de navegación destinados a aeronaves, pero a partir de 1948 formó una oficina de diseño, encabezada por Juan del Campo Aguilera, y comenzó a fabricar un planeador biplaza de diseño propio, que recibió la denominación Iberavia IP-2, para suministrarlo al Ejército del Aire de España.
En el año 1951, y como respuesta a una necesidad del Ejército del Aire español, que estaba buscando en esos momentos un sucesor para el avión de entrenamiento CASA 1.131 (versión construida en España por Construcciones Aeronáuticas S.A. del avión alemán Bücker Bü 131), Iberavia construyó el Iberavia I-11, que era el prototipo de un avión ligero de entrenamiento que realizó su primer vuelo el 16 de julio de ese mismo año, a los mandos del piloto Javier Guibert, y pasaría a entrar en producción bajo la denominación AISA I-11 después de que la compañía también española Aeronáutica Industrial S.A. (AISA) absorbiera Iberavia en el año 1954, pasando a ser esta última su oficina de proyectos.

## Modelos
Durante sus años de actividad, la compañía Iberavia S.A. desarrolló los siguientes modelos:
- Iberavia IP-2
- Iberavia I-11 (después conocido como AISA I-11)